# Ciudad Obregón
Ciudad Obregón je město ležící v jižní části mexického státu Sonora. K roku 2020 ve městě žilo 329 404 obyvatel. Po městě Hermosillo je druhým nejlidnatějším městem ve státě Sonora. Leží asi 530 kilometrů jižně od hranice Mexika s USA. V minulosti neslo název Cajeme. Poté bylo pojmenováno po mexickém prezidentovi Álvarovi Obregónovi. Leží v oblasti se semiaridním podnebím asi 50 kilometrů východně od Kalifornského zálivu, asi 100 kilometrů od Sierra Madre Occidental a 240 kilometrů od Hermosilla. 